# دنیل هاگاری
دنیل هاگاری (عبری: דניאל "דני" הגרי‎؛ زادهٔ ۱۹۷۶) دریابان نیروهای دفاعی اسرائیل است که از مارس ۲۰۲۳ تا مارس ۲۰۲۵ به‌عنوان سخنگوی ارتش اسرائیل فعالیت می‌کرد.
هاگاری فعالیت نظامی را از سال ۱۹۹۵ آغاز کرد. وی از ۲۰۱۹ تا ۲۰۲۱ فرمانده یگان تکاوری شایتت ۱۳ بود، از ۲۰۲۱ تا ۲۰۲۳ معاونت عملیات فرمانده نیروی دریایی اسرائیل را برعهده داشت.